# Site historique national

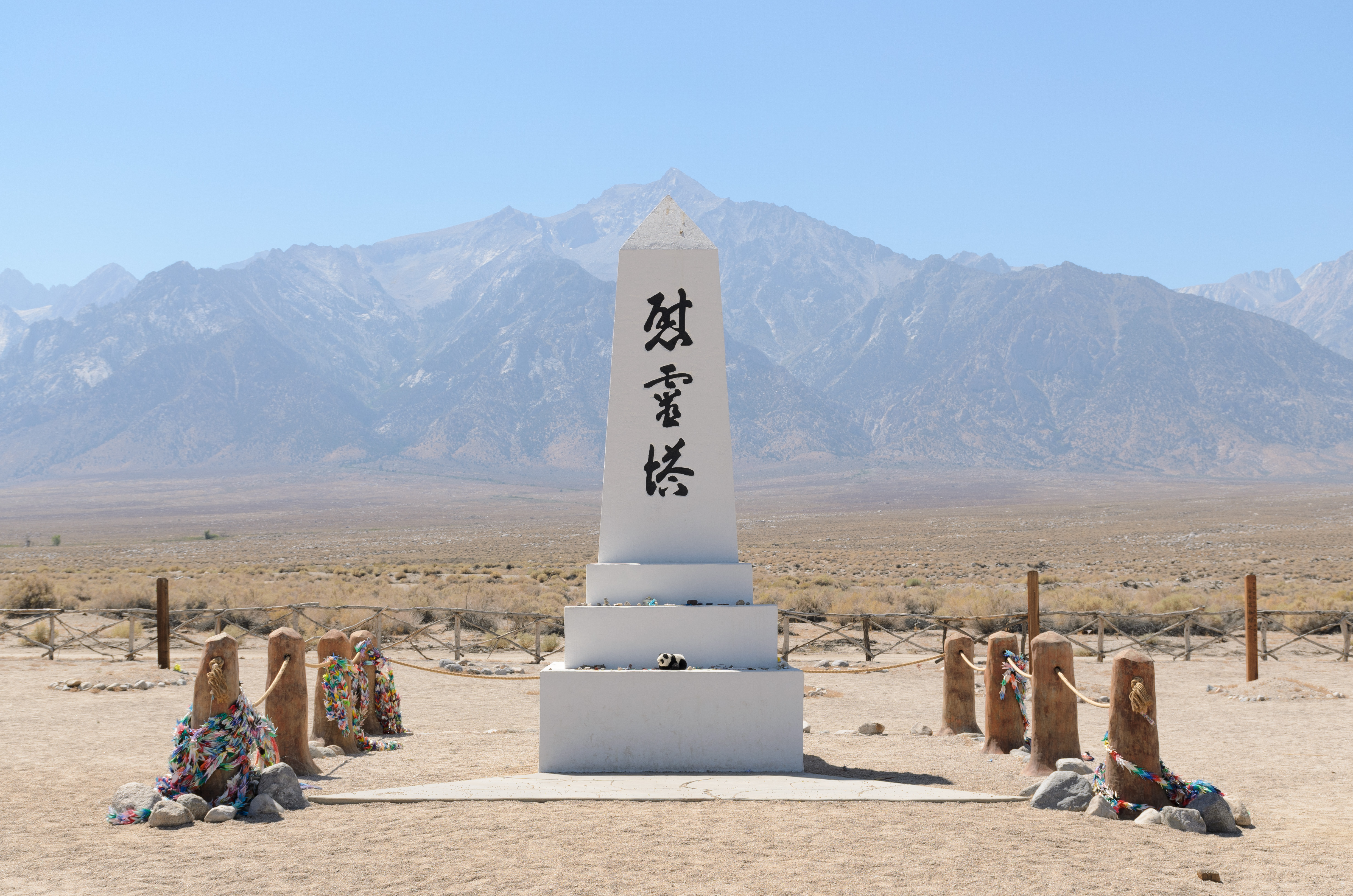
Manzanar Cemetery en Californie, aux États-Unis.

Un site historique national est une aire protégée ayant une valeur historique nationale aux États-Unis. Elle ne contient généralement qu'un seul site historique directement lié à son sujet. Un parc historique national s'étend généralement au-delà des limites d'une seule propriété ou d'un unique bâtiment. Il associe un site historique et fréquemment un site naturel de valeur.
Il y avait en 2010 41 parcs historiques nationaux pour une superficie totale de 481,7 km2 et 78 sites historiques nationaux couvrant 87,7 km2. La plupart des parcs et sites historiques nationaux sont gérés par le National Park Service (NPS). Certains sites déclarés comme fédéraux sont en fait des propriétés privées mais sont autorisés à demander de l'assistance auprès du National Park Service en tant que zone associée.
Depuis le 15 octobre 1966, toutes les aires protégées à caractère historique dans le National Park System, y compris les parcs et sites historiques nationaux, sont automatiquement listées sur le Registre national des lieux historiques. Celui-ci contient 80 000 entrées, une grande majorité d'entre elles n'étant ni possédées ni gérées par le National Park Service. Parmi celles-ci, environ 2 400 ont ensuite été promues en tant que National Historic Landmark.